# Lindshammars glasbruk

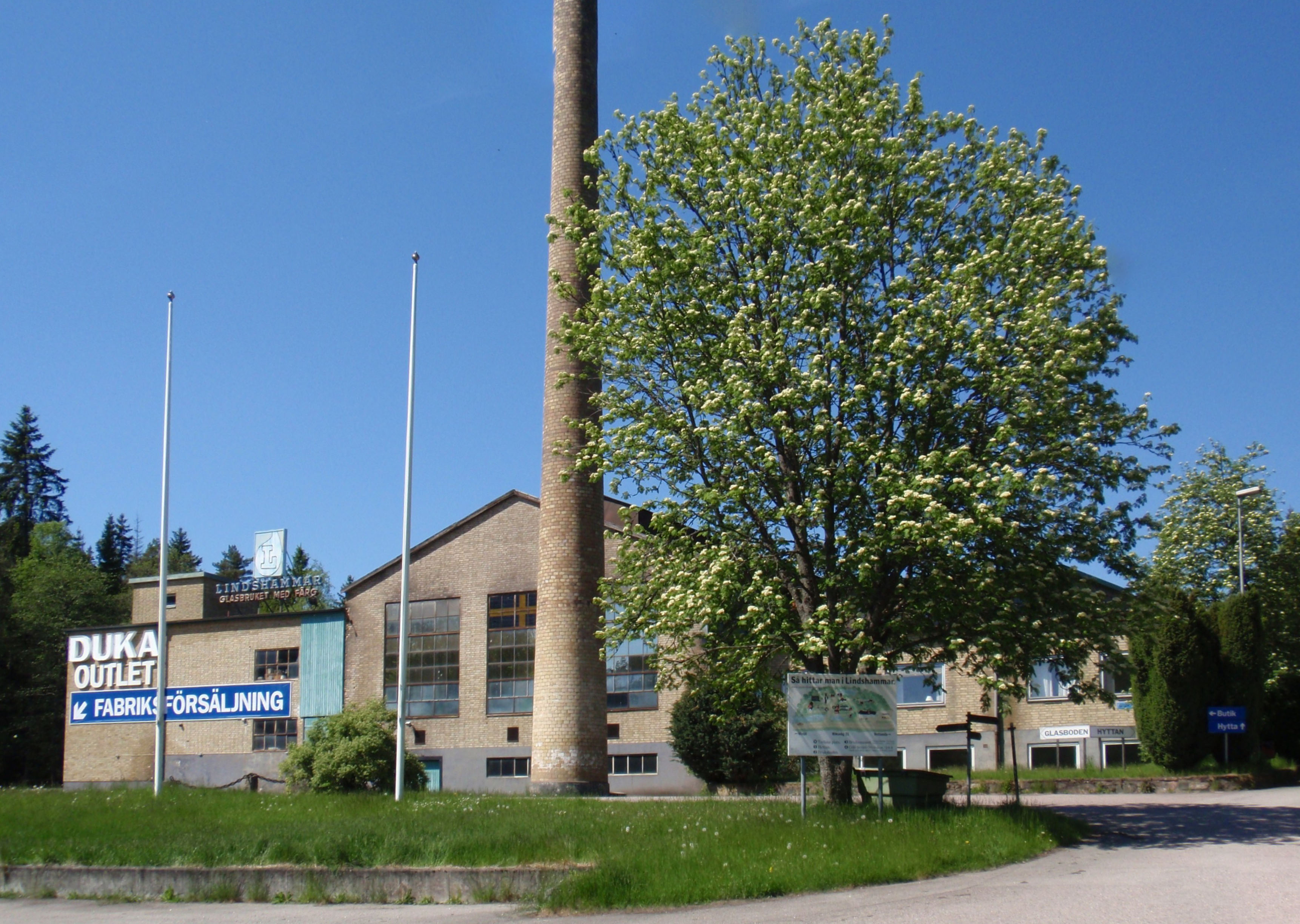
Lindshammars Glasbruk.

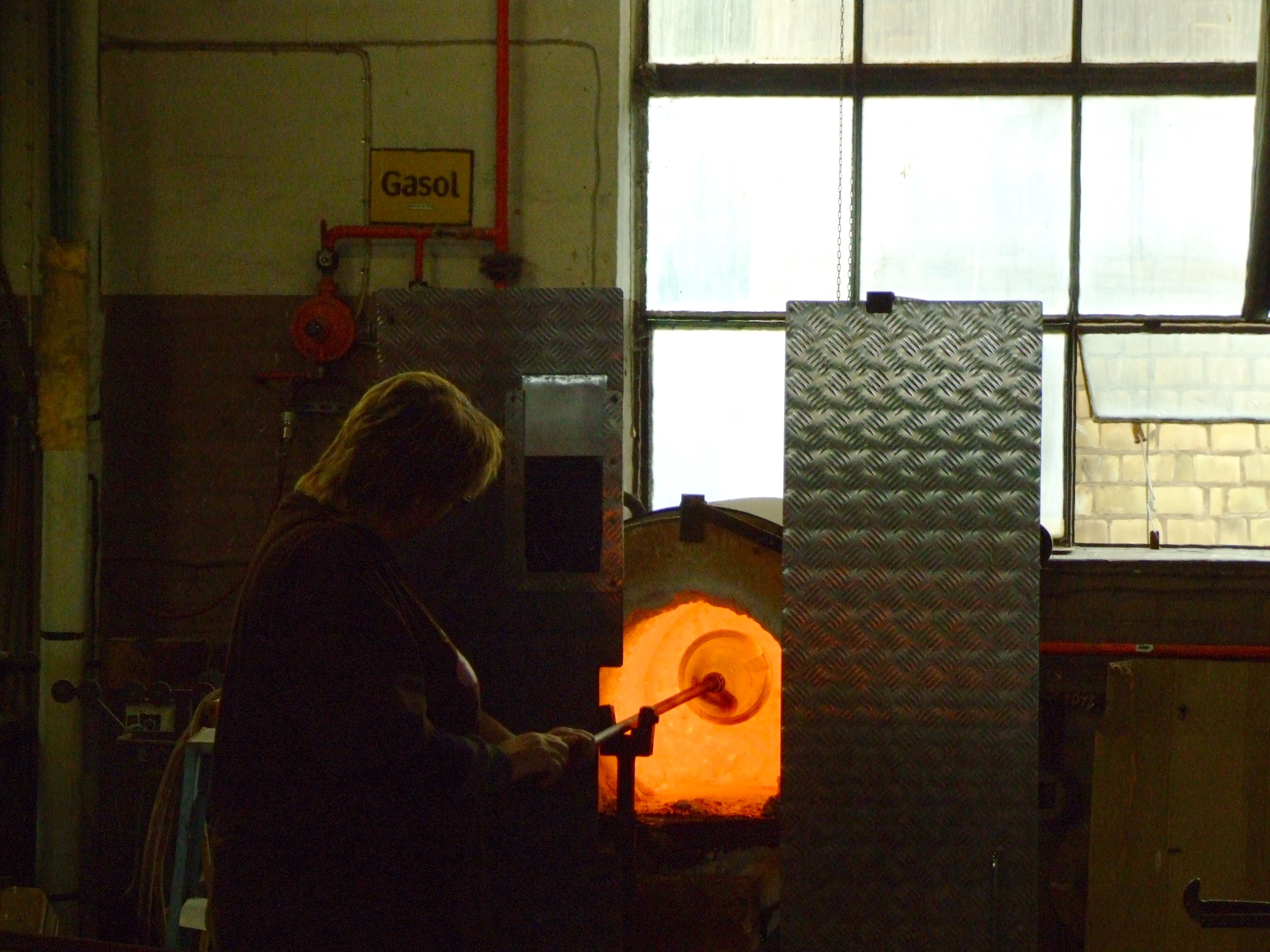
Glasblåsning vid Lindhammar.

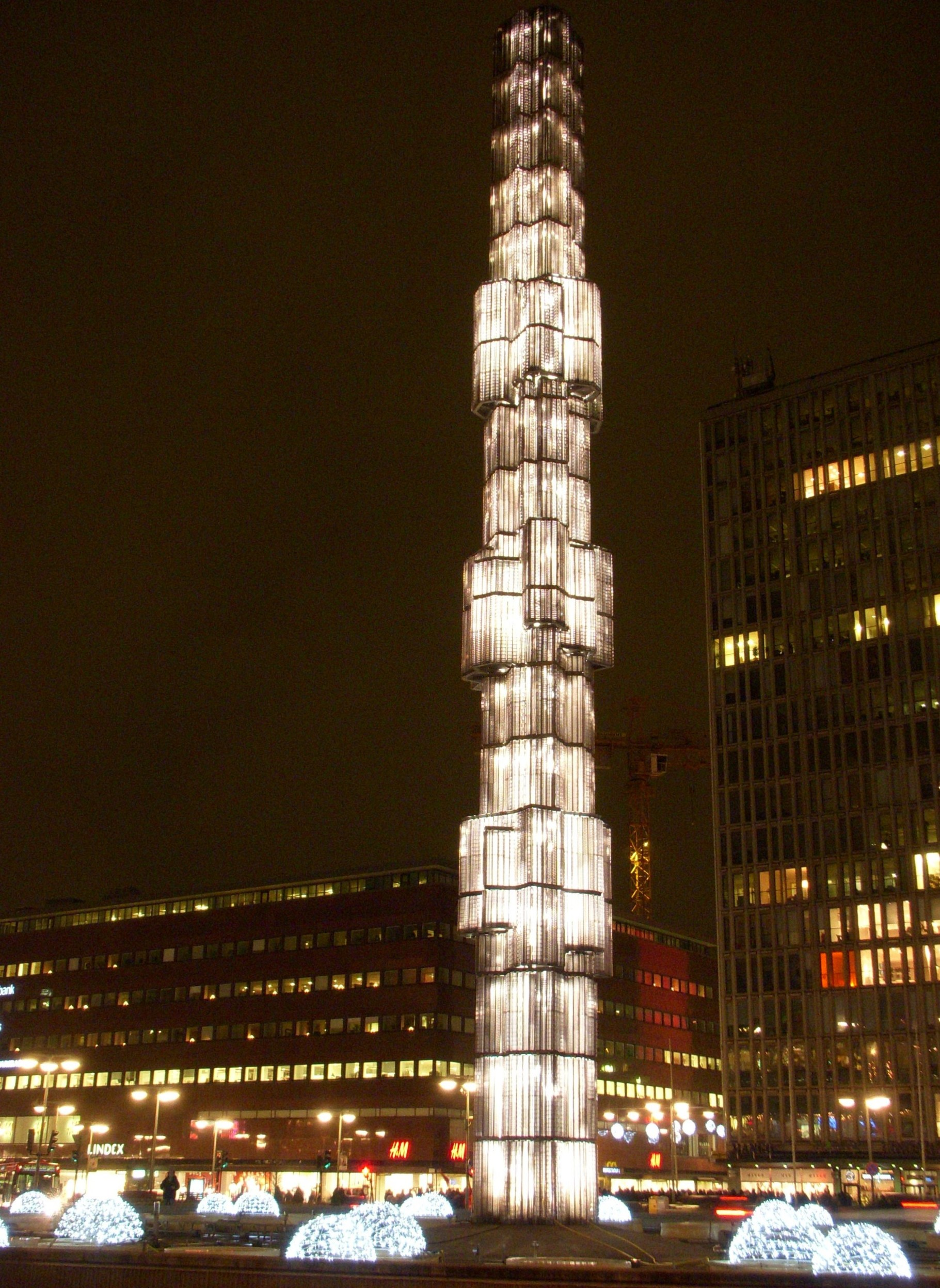
Kristall, vertikal accent i glas och stål, Sergels torg i Stockholm.

Lindshammar Glasbruk var ett av glasbruken i den småländska glasregionen Glasriket. Bruket låg i orten med samma namn i Uppvidinge kommun i Kronobergs län, precis på gränsen till Jönköpings län. På platsen har det tidigare även funnits ett pappersbruk och ett järnbruk. Edvin Öhrström var på 1970-talet knuten till bruket som glaskonstnär och när han vann en tävling om utsmyckning av Sergels Torg i Stockholm tillverkades de 80 000 glasprismorna till en 37,5 meter hög obelisk på bruket.

## Historik
Tidigare har det på platsen funnits både pappersbruk och spiksmedja. Lindshammar glasbruk grundades 1905 av Robert Rentsch, en från Tyskland invandrad glasblåsarmästare. Den första hyttan uppfördes i trä. Bönderna skänkte virke och hoppades därmed att få sälja ved och andra produkter till bruket. Den tidiga produktionen var lampglas, oljehus, pressglas och hushållsglas. Rentsch drev bruket i 10 år, men sålde efter en arbetskonflikt bruket till familjen Peterson 1916.
Det var garverifabrikören CJ Petersson från Hovmantorp och hans söner Anton och Bror som tillsammans med John Johansson tog över bruket 1916. Precis som så många andra glasbruk i Småland förde man en relativt anonym tillvaro och fortsatte med den traditionella tillverkningen av bl.a. hushållsglas. En period var Lindshammar ensamma om att producera honungsburkar.
Det blev Anton Petterssons son Erik, som tagit sig namnet Hovhammar, som lyfte Lindshammar från de anonyma glasbruken. Erik Hovhammar fick vid 27 års ålder 1949 ta över ledningen för bruket efter faderns bortgång. Den glasbruksbyggnad som idag finns i Lindshammar byggdes 1950-1955 av Hovhammar, men hans far Anton var initiativtagare innan sin död 1949. Bruket ritades av Wilhelm von Mühlenfels. Grundaren Rentsch levde till 1955 och fick se det färdiga nya bruket, 95 år gammal. Av den ursprungliga bebyggelsen finns idag arbetarbostäderna uppförda 1906 och 1907, samt stall och spiksmedja (använd som museum).
Tidigt engagerade Erik Hovhammar arkitekten Gunnar Ander som fick till uppgift att skapa en egen profil för bruket. Ander tog fram ett helt nytt sortiment och använde mycket färg vilket gav Lindshammar glasbruk epitetet ”Glasbruket med färg”. Mellan 1965 och 2003 var Christer Sjögren konstnärlig ledare för bruket. Han skapade bland mycket annat bruksglas, karaffer, flaskor, ljusstakar, askfat, vaser och arkitektoniskt glas för brukets Arkitekturglas-ateljé. Här kan nämnas fatserien Barock och serien Crister där bland annat besticken med glashandtag ingick som blev en stor försäljningsframgång.
1979 genomfördes en rekonstruktion efter några ekonomiskt dåliga år. Glasbruket fick statligt bidrag genom Statens Industriverk. Erik Hovhammar kvarstod som ägare till 1/3, de anställda blev ägare till 1/3 och Sebastian Tamm, som blev ny VD, blev ägare till 1/3. 1981 försattes dock bolaget i konkurs. Glasbruket köptes nu av affärsmannen Tage Johansson, men försattes 1984 åter i konkurs.
1985 blev den 27-åriga Ulf Rosén ägare till glasbruket. Han kom från en välkänd glasfamilj där både farfadern, fadern och farbrodern Erik Rosén varit chefer på Kosta Glasbruk. Själv växte han upp vid Reijmyre Glasbruk där hans far Lennart Rosén blev ägare och chef efter att han lämnat Kosta.
Nu följde en period av mycket god utveckling för glasbruket och under perioden 1985-1998 redovisade glasbruket vinst varje år och glasbruket växte åter till som mest 90 anställda. 1986 investerades i nya elektriska smältugnar, de modernaste som då fanns, vilka gav bruket en konkurrensfördel under många år. 1989 inledde glasbruket en satsning på konstglas, 1989 Lindshammar Art Glass, som blev en framgång och därefter blev konstglaset en viktig del för glasbruket. Varje år utvecklades en ny kollektion konstglas (unika glasobjekt eller objekt tillverkade endast i liten upplaga kallas konstglas). 1995, då glasbruket firade 90-årsjubileum, invigdes det nya glasmuseet, som nu flyttats till den gamla spiksmedjan; allt glas hade nu katalogiserats i samarbete med Växjö Glasmuseum. Där kunde nu allt historiskt glas exponeras bra i en renoverad och fin lokal (tidigare var museet i det gamla stallet).

## Nedgången
1998 såldes glasbruket  till Atle Brynestads norska CG Holding A/S, som också ägde butikskedjan Duka, den norska butikskedjan Cristiania GlassMagasin, Steninge slott samt Hadeland Glassverk i Norge. 
Till att börja med blev det en bra utveckling, då glasbruket fick en mycket stor försäljning till både Duka och Cristiania GlassMagasin, och man hade även tillsammans med konstnärerna Jan Wiberg och Lillemor Bokström utvecklat en ny teknik att handmåla glas. Det var framför allt vaser och fat som målades med denna teknik. Försäljningen av dessa målade produkter ökade kraftigt under 1999 och 2000 och glasbruket investerade i ett nytt glasmåleri och 15 personer kunde  nyanställas som glasmålare. Från 2002 började en större del Lindshammars produkter marknadsföras under Steninge slotts varumärke och man började även outsourca tillverkning till låglöneländer, vilket skapade problem för verksamheten i Lindshammar. 2005 firade Lindshammar glasbruk 100 år, men drogs nu sedan något år med ekonomiska svårigheter då tillverkningsvolymerna kraftigt minskat på grund av att en större del av produkterna nu köptes in från lågprisländer och vinsten med denna handel hamnade i andra koncernbolag.
2009 lades produktionen i Lindshammar ner, i samband med att hela CG Holding koncernen försattes i konkurs. 
2010-2011 hyrde en fristående glasblåsare hyttan sommartid, men därefter upphörde även denna verksamhet.

## Formgivare vid Lindshammar i urval
- Gunnar Ander
- Sigvard Bernadotte
- Bosse Falk
- Erik Höglund
- Tom Möller
- Signe Persson-Melin
- Christer Sjögren
- Lasse Åberg
- Mirijana Kos-Frithiof
- Edvin Öhrström
- Peter Dahl
- Ulf Lundell
- Lars Sestervik
- Birgitta Watz
- Catarina Åselius Lidbeck
- Gösta Sigvard